# Prosperpolder
Prosperpolder är en polder i Belgien, på gränsen till Nederländerna. Den ligger i den norra delen av landet, 50 km norr om huvudstaden Bryssel.
Runt Prosperpolder är det i huvudsak tätbebyggt. Runt Prosperpolder är det tätbefolkat, med 297 invånare per kvadratkilometer.